# ساکاتکاس
ساکاتکاس (به اسپانیایی: Zacatecas) یکی از ۳۱ ایالت مکزیک است. این ناحیه ۵۸ شهر دارد که مرکز آن شهر ساکاتکاس است. این ایالت به خاطر داشتن منابع معدنی مخصوصا نقره معروف است البته کشاورزی و توریسم از دیگر منابع درآمد این ایالت به شمار می‌روند.

## نگارخانه

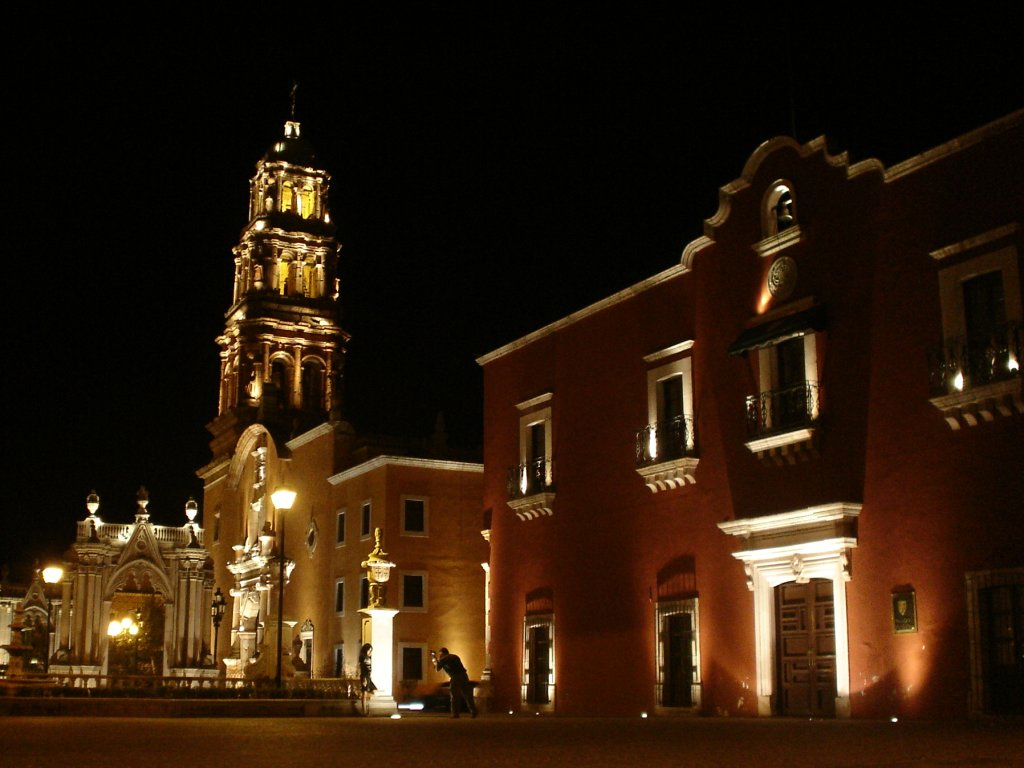
فرزنییو (Fresnillo)
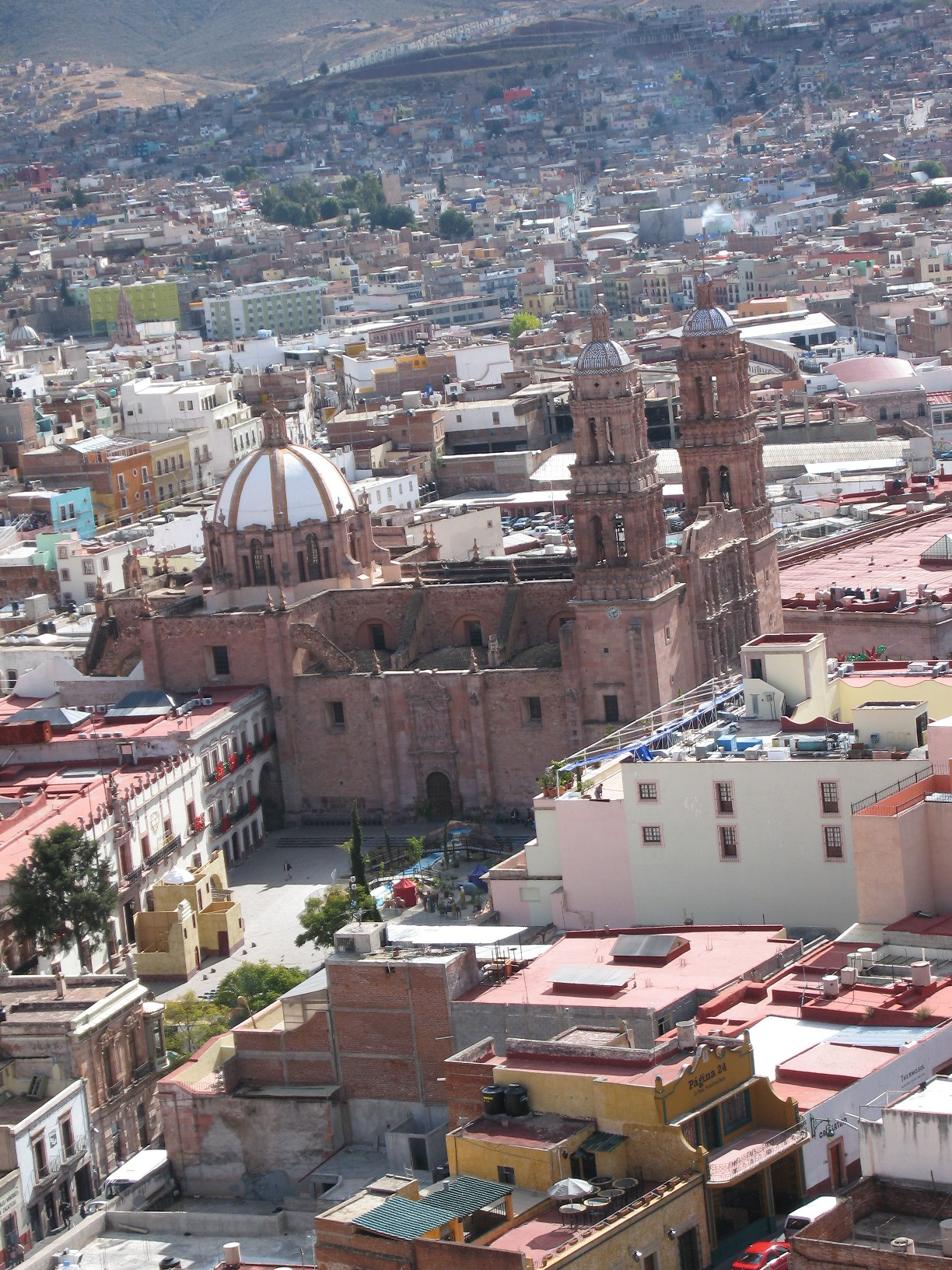
ساکاتکاس (Zacatecas)
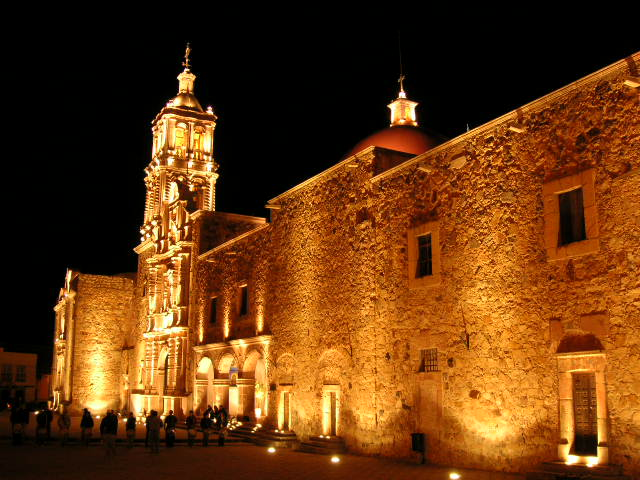
سومبررته (Sombrerete)
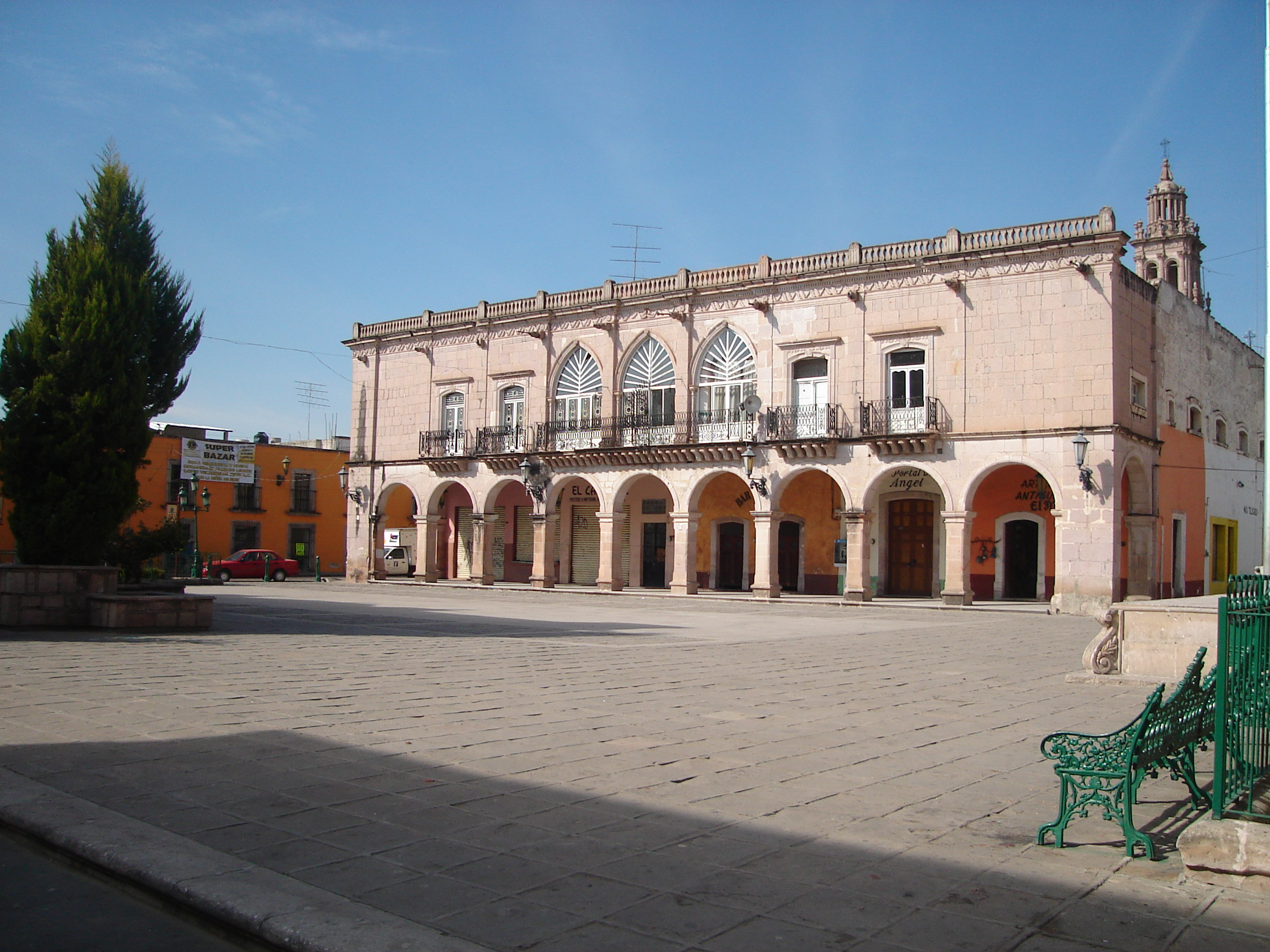
خرس (Jerez)
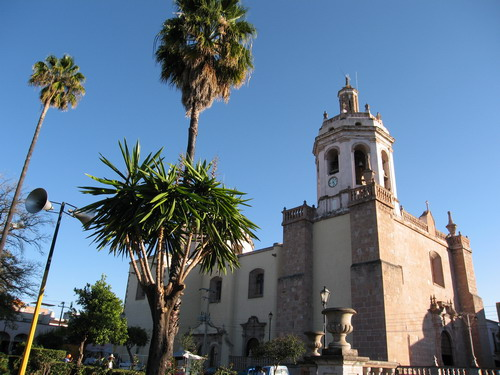
تلالتنانگو (Tlaltenango)
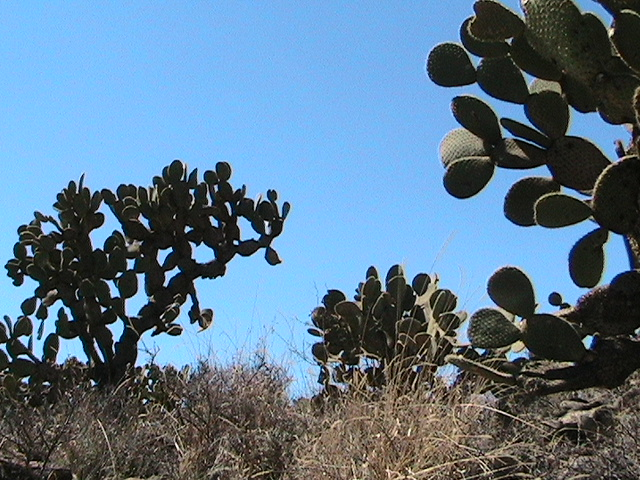
Nopal در northwestern Zacatecas.